# 里塔纳
里塔纳（義大利語：Rittana），是意大利库内奥省的一个市镇。总面积11平方公里，人口為145人，人口密度13.2人/平方公里（2009年）。ISTAT代码为004182。